# دسميد
الدِسْمِيد أو الدَسميد (الاسم العلمي: Desmidium) هو جنس من الطحالب الخضراء يتبع فصيلة الدسميدية من رتبة الدسميديات. تعيش أنواع هذا الجنس في المياه العذبة.

## أنواع
- دسميد
- دسميد أنيق (الاسم العلمي: Desmidium elegans)
- دسميد بنغالي (الاسم العلمي: Desmidium bengalicum)
- دسميد بيلي (الاسم العلمي: Desmidium baileyi)
- دسميد تحت غربي (الاسم العلمي: Desmidium suboccidentale)
- دسميد خيطي متطاول (الاسم العلمي: Desmidium aptogonum)
- دسميد رباعي الأضلاع (الاسم العلمي: Desmidium quadratum)
- دسميد رباعي الزوايا (الاسم العلمي: Desmidium quadrangulare)
- دسميد سوارتزي (الاسم العلمي: Desmidium swartzii)
- دسميد شبه ملتوي (الاسم العلمي: Desmidium pseudostreptonema)
- دسميد عريض الرأس (الاسم العلمي: Desmidium laticeps)
- دسميد غربي (الاسم العلمي: Desmidium occidentale)
- دسميد غريفيلي (الاسم العلمي: Desmidium grevillei)
- دسميد لامتوازي (الاسم العلمي: Desmidium asymmetricum)
- دسميد متزاحم (الاسم العلمي: Desmidium coarctatum)
- دسميد متساوي (الاسم العلمي: Desmidium aequale)
- دسميد نحيل الرأس (الاسم العلمي: Desmidium graciliceps)